# Vermiliopsis pygidialis
Vermiliopsis pygidialis är en ringmaskart som först beskrevs av Willey 1905.  Vermiliopsis pygidialis ingår i släktet Vermiliopsis och familjen Serpulidae.
Artens utbredningsområde är Tanzania. Inga underarter finns listade i Catalogue of Life.